# 红星镇 (若尔盖县)
红星乡，是中华人民共和国四川省阿坝藏族羌族自治州若尔盖县下辖的一个乡镇级行政单位。

## 行政区划
红星乡下辖以下地区：
康萨村、塔哇村、塔玛村、折勿村、冻卡村、河它村、扎窝村和回民村。